# Riad Nouri
Riad Nouri (* 7. Juni 1985 in Marseille) ist ein ehemaliger französisch-algerischer Fußballspieler und nunmehriger -trainer.

## Karriere
Nouri begann seine fußballerische Ausbildung bei der US Marignane. Nach einem zweimonatigen Spielen beim FC Martigues wechselte er im September 2008 zu SO Cassis Carnoux, für die er 2008/09 mindestens zweimal in 30 Spielen traf.
Im Sommer 2009 unterschrieb er beim FC Istres in der Ligue 2. Am zweiten Spieltag der Saison 2009/10 wurde er gegen den FC Metz eingewechselt und gab somit bei der 0:2-Niederlage sein Profidebüt. Sein erstes Tor auf Profiebene schoss er erst Ende April, als er gegen Stade Brest das entscheidende Tor zum 1:0-Sieg erzielte. Wettbewerbsübergreifend schoss er in jener Saison vier Tore in 26 Spielen. In der Saison 2010/11 schoss er dann fünf Tore in 37 Spielen. 2011/12 schoss er bereits acht Tore und legte vier weitere auf in 43 Saisoneinsätzen.
Anschließend wechselte er zum AC Le Havre, einem Ligakonkurrenten des FC Istres. In der Hinrunde traf er dort einmal in 16 Einsätzen und wurde anschließend für die Rückrunde an Olympique Nîmes verliehen. Dort schoss er in derselben Anzahl an Ligaspiele ganze fünf Tore. Anschließend wurde er vom Zweitligisten für zwei Jahre fest verpflichtet. In der anschließenden Saison bestritt er wettbewerbsübergreifend 30 Spiele, wobei er fünfmal traf. In der Saison 2014/15 traf er bereits 12 Mal und legte weitere sechs Tore in 38 Partien auf.
Im Sommer 2015 wechselte er schließlich ablösefrei zum AC Ajaccio, der ebenfalls in der Ligue 2 spielte. In seiner ersten Saison dort traf er sechsmal in 36 Spielen in Liga, Ligapokal und Pokal. In der nächsten Spielzeit 2016/17 traf er unglaubliche zwölfmal und legte zwölf weitere Tore auf, wofür er 38 Einsätze brauchte. In der Folgesaison 2017/18 schoss er dann 13 Tore und schaffte vier Vorlagen in 39 Spielen. Mit seinem Team scheiterte er nur knapp am Aufstieg, man scheiterte in der Relegation am FC Toulouse. Durch sein Tor am elften Spieltag der Saison darauf gegen seinen Exverein, den AC Le Havre, wurde er zum Toptorschütze in der Klubgeschichte des AC Ajaccio vor Johan Cavalli. Insgesamt war er in jener Spielzeit an elf Toren direkt beteiligt und spielte 33 Spiele.
Im Sommer 2019 verließ er Ajaccio jedoch und wechselte zum türkischen Zweitligisten Ümraniyespor. Dort spielte er 25 Ligaspiele, wobei er drei Tore und zwei Vorlagen schaffte.
Nach dieser einen Saison wechselte er ablösefrei wieder zurück zu Ajaccio. Nach vier Toren in 27 Ligaspielen in der Saison 2020/21 wurde er der beste aktive Torschütze der Ligue 2. In der Spielzeit 2021/22 kam er in jedem Ligaspiel zum Einsatz und schoss dabei neun Tore und bereitete weitere vier vor. Zudem schaffte er es mit seinem Verein als Tabellenzweiter in die Ligue 1 aufzusteigen. Dort gab er im Alter von 37 sein Debüt, als er am ersten Spieltag gegen Olympique Lyon in der Startelf stand. Sein erstes Tor in der höchsten französischen Spielklasse schoss er bei einem 4:2-Sieg gegen Racing Straßburg am 14. Spieltag. Nach nur einer Saison und zwei Toren in 27 Einsätzen für Nouri stieg Ajaccio jedoch wieder in die Ligue 2 ab. Im Sommer 2024 beendete Nouri daraufhin seine aktive Karriere.
Direkt im Anschluss wurde er als neuer Co-Trainer der U19-Mannschaft des AC Ajaccio ernannt.

## Erfolge
AC Ajaccio
- Vizemeister der Ligue 2 und Aufstieg in die Ligue 1: 2022